# Фарсала
Фа̀рсала (на гръцки: Φάρσαλα), известен в древността като Φάρσαλος, Фарсалос е град в южната част на Тесалия.

## География
Свързан е с GR-3, магистралата свързваща Лариса и Ламия, и е достъпен от GR-30, свързващ Кардица и Волос. Гръцките магистрали GR-1/E65 и E75 минават източно от града. Няколко планински вериги са разположени на юг, докато тесалийското поле (най-обширното в Гърция) се намира северно, а източно от града ландшафтът е хълмист. Фарсала се намира югоизточно от Кардица, южно от Лариса, западно от Волос и източно от Ламия.

## Стопанство
Градът е икономически и селскостопански център на дема. Населението на селските му райони е заето предимно с отглеждането и производството на памук, който се използва за производството на дрехи от текстилната промишленост. Фарсала е известна със своята халва. Населението ѝ (2006) е около 13 500 жители, като през 1981 г. е било 7094, през 1991 г. – 8413, и през 2001 г. – 9801 жители.

## История
Родом от Фарсала е Буцефал.

### Древна история
В произведенията на Омир, Фтия от микенската цивилизация, столицата на Мирмидонците и на Пелей (бащата на Ахил), понякога се отъждествява с по-късния град Фарсалос (на гръцки: Φάρσαλος), сега Фарсала. Крепостната стена, която е защитавала града по онова може да се види и днес в близост до съвременния град, както и сводестата гробница тип циклопска кладка от онзи исторически период.
Антична Фарсала е главен град на Тесалиотида, която била съставна част на древната тесалийска тетрархия.
Историческата Фарсала е построена върху склоновете на планината Нартакиус на надморска височина 160 м, където се намира и съвременния град. Фарсала е един от главните градове в Тесалия и е столица на Фтинския тетрарх в Древна Гърция. В персийските войни Фарсала е на страната на атиняните. В началото на 4 век пр.н.е. градът е част от Тесалийския съюз. По-късно е присъединен към Древна Македония от Филип II. Районът става театър на бойни действия, когато етолийците и тесалиотите се сблъскват с македоните, особено по време на втората и третата македонска война. След поражението на Древна Македония в сблъсъка ѝ с Римската република, Фарсала и цялата област, става част от Римската република. Целият район търпи огромни разрушения по време на римската гражданска война. Битката при Фарсала, която се провежда през 48 г. пр.н.е. на равнината в близост до града решава изхода от грандиозния сблъсък между Помпей Велики и Гай Юлий Цезар, завършил с победа за последния.
В своята География, Страбон говори за два града – Стария Фарсалос и Фарсалос, съществували през различни исторически епохи.

### Средновековие
През средновековието Фарсала е византийско владение с изключение на малки исторически периоди когато е поставяна под българска власт (от Симеон Велики до Самуил и по време на българските въстания срещу византийското владичество по българските земи), а през 14 век е завладяна от Стефан Душан и включена в неговото Душаново царство. Последният владетел, династичен представител и наследник на Неманичите – Стефан Урош Дука е управител на града непосредствено преди завоюването му от османците.

### Ново време
Фарсала излиза от Османската империя през 1881 г., когато градът и околността му с по-голямата част от Тесалия стават част от Кралство Гърция. По време на първата Гръцко-турска война (1897), една от големите битки се води в околностите на Фарсала.

## Население
| Година | Жители | Промяна     | Жители на дема | Промяна |
| ------ | ------ | ----------- | -------------- | ------- |
| 1981   | 7211   | –           | –              | -       |
| 1991   | 8457   | 1202/16,67% | 9464           | -       |
| 2001   | 9801   | –           | 10 812         | -       |